# Melaleuca penicula
Melaleuca penicula är en myrtenväxtart som först beskrevs av K.J.Cowley, och fick sitt nu gällande namn av Lyndley Alan Craven. Melaleuca penicula ingår i släktet Melaleuca och familjen myrtenväxter. Inga underarter finns listade i Catalogue of Life.